# Poecilocampa populi
Poecilocampa populi (tên tiếng Anh: Bướm đêm tháng 12) là một loài bướm đêm thuộc họ Lasiocampidae. Loài này có ở châu Âu, Bắc Á và Nhật Bản.
Sải cánh dài 30–45 mm. Con trưởng thành bay từ tháng 10 đến tháng 12 tùy theo địa điểm.
Ấu trùng ăn nhiều loài cây rụng lá, such as sồi, dương và Tilia.

## Hình ảnh

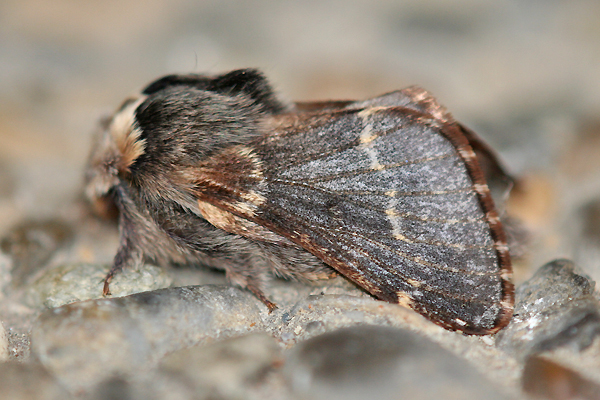
Poecilocampa populi, ♂
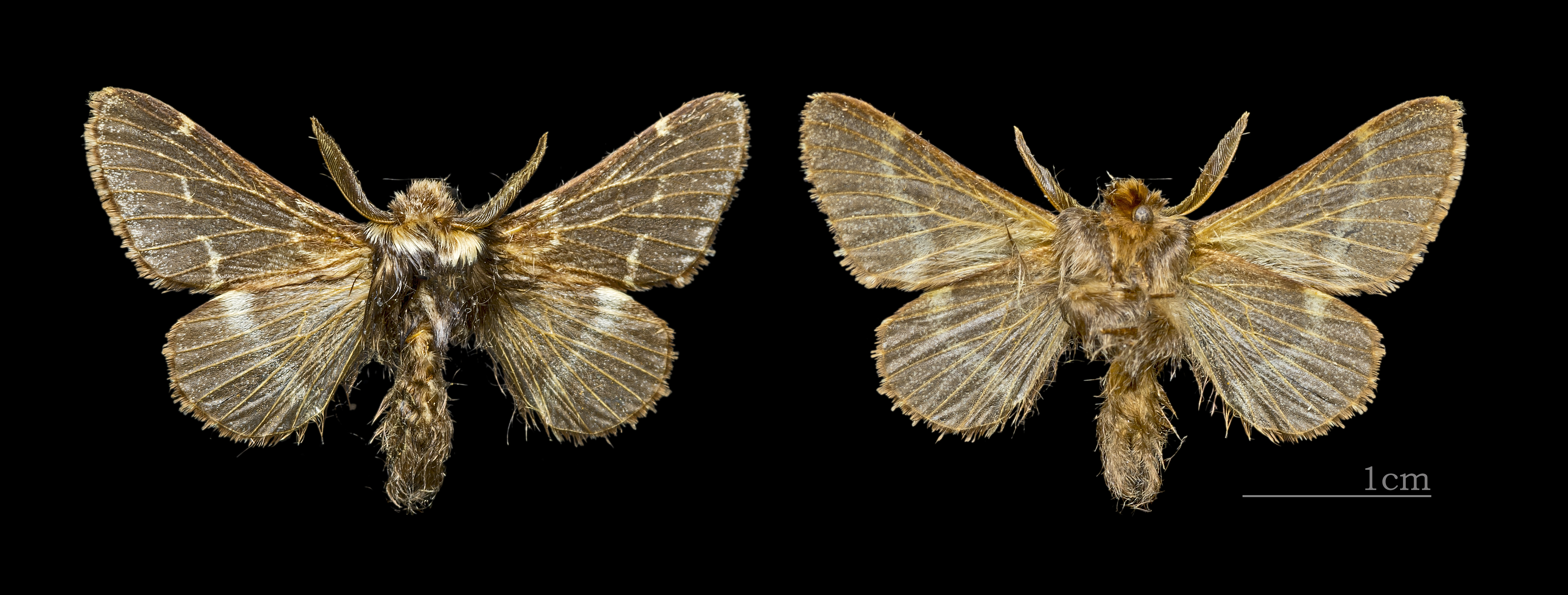
Poecilocampa populi, ♂
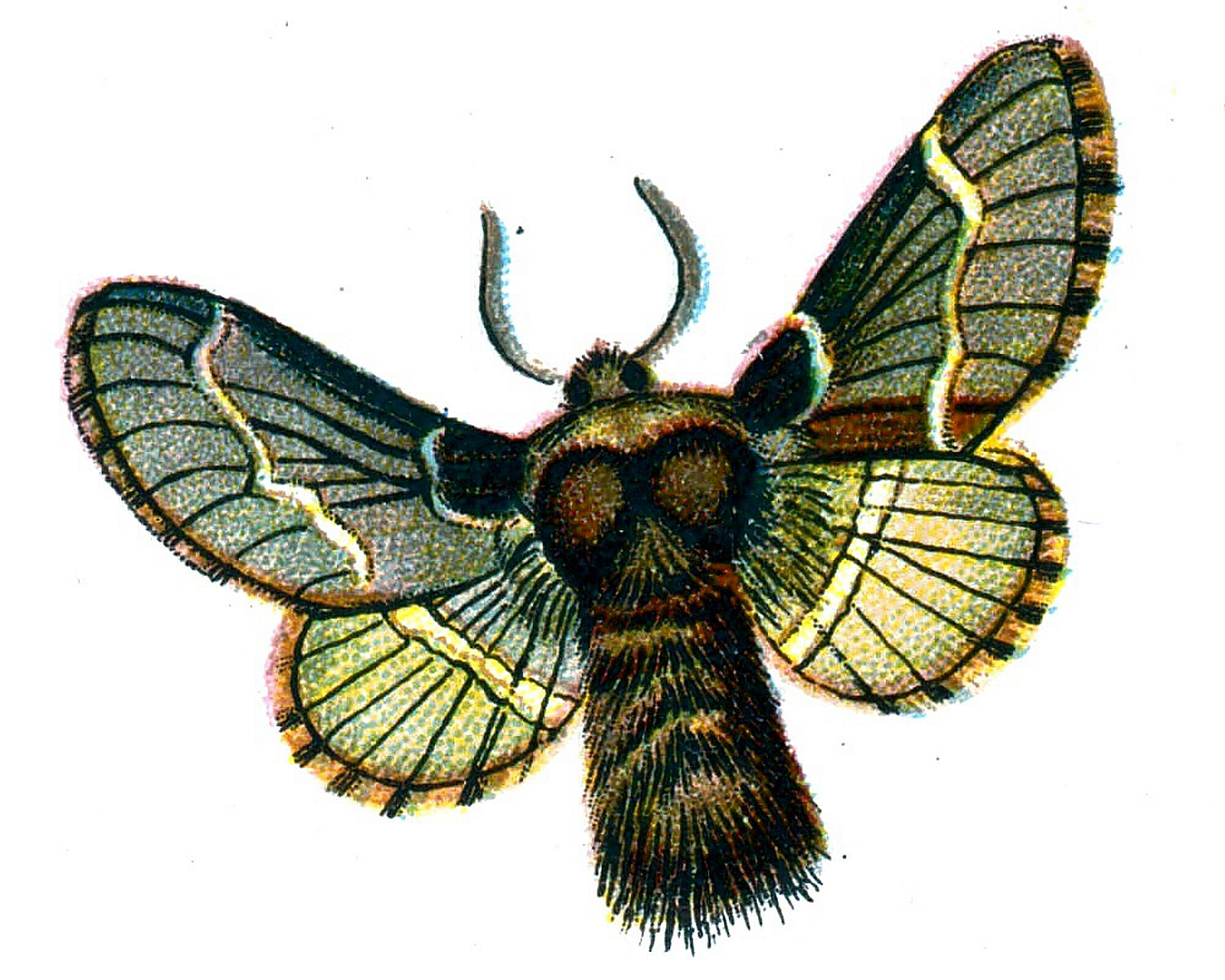
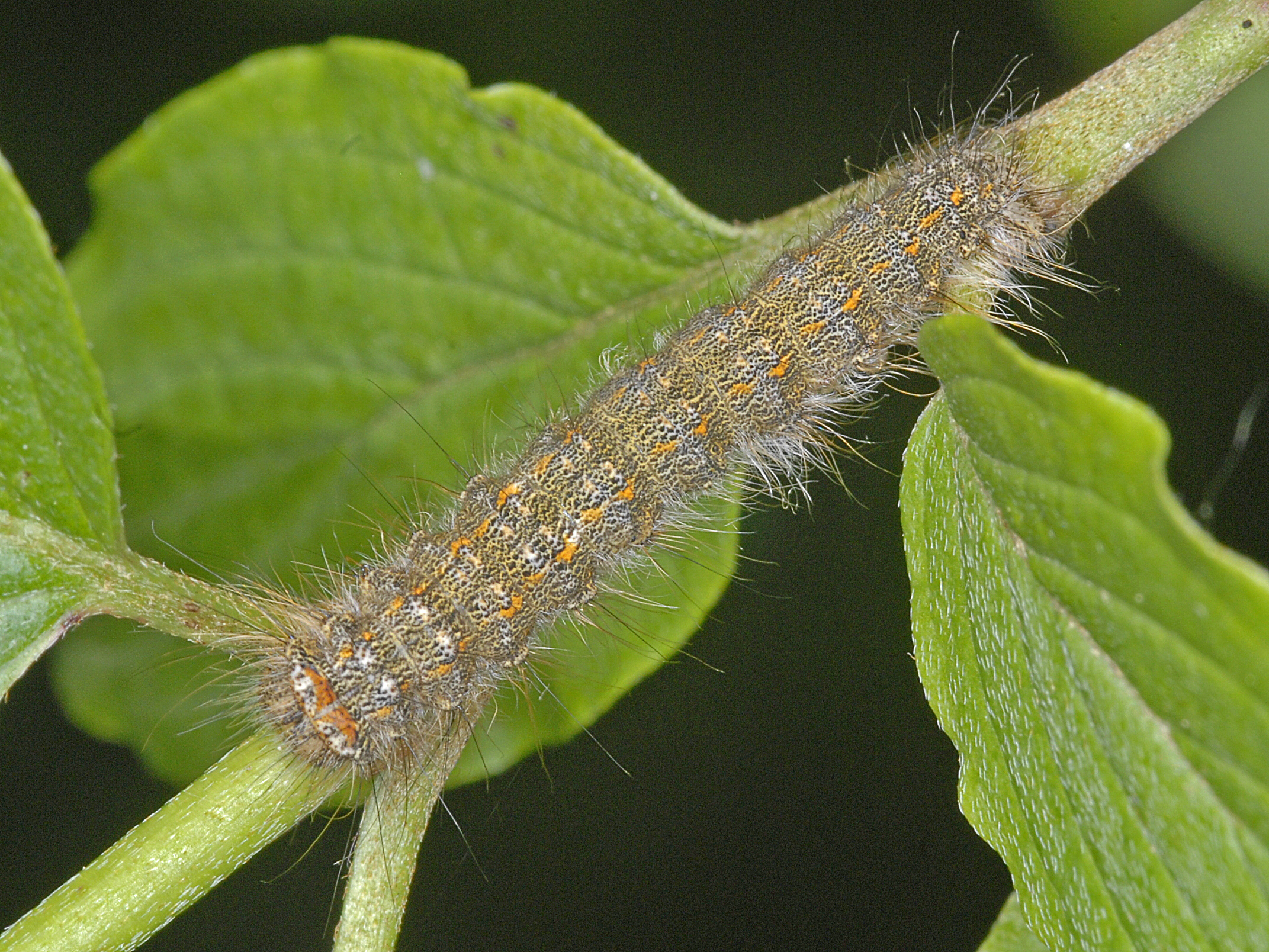
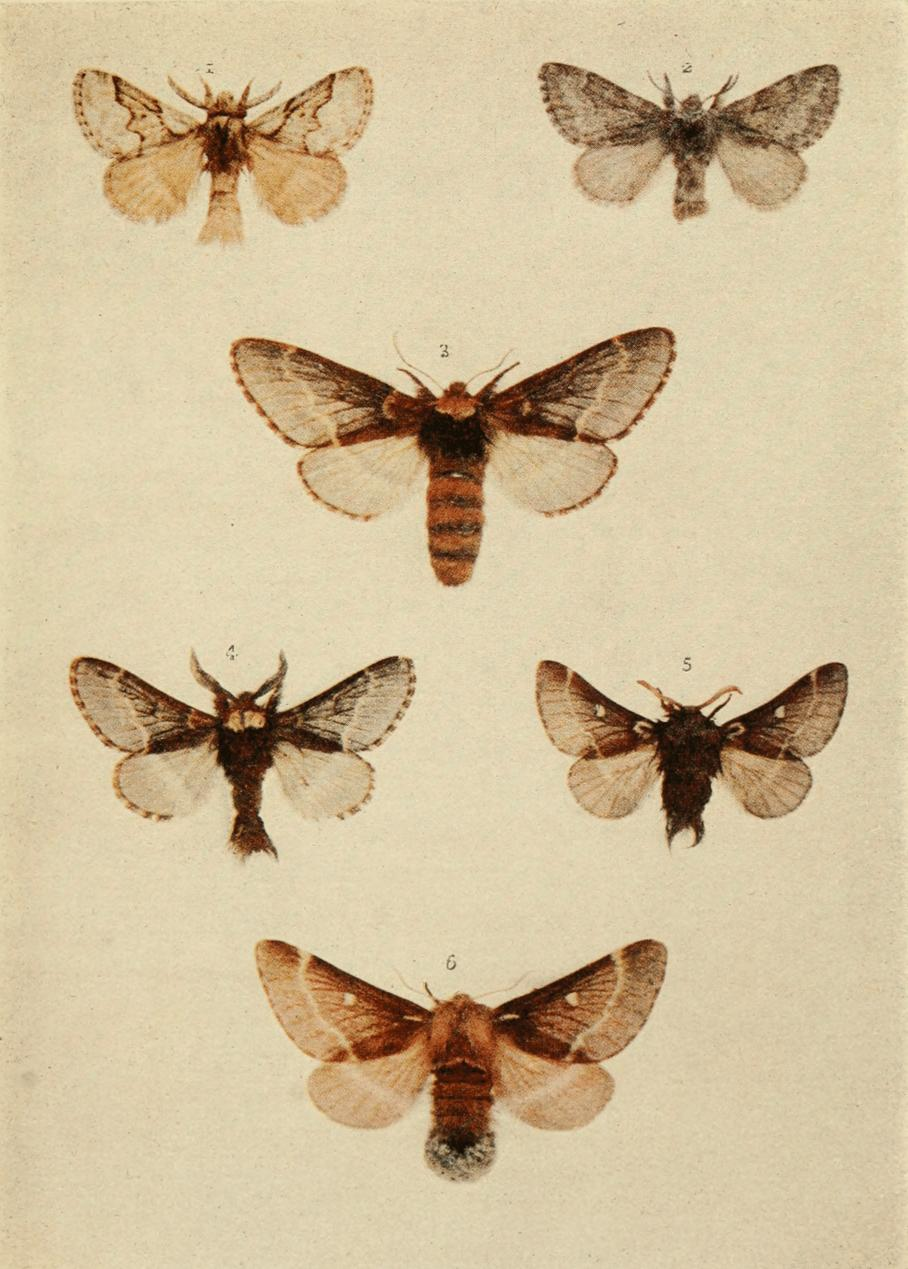